# Серата (Долж)
Серата (рум. Sărata) — село у повіті Долж в Румунії. Входить до складу комуни Келераші.
Село розташоване на відстані 180 км на південний захід від Бухареста, 63 км на південь від Крайови.

## Населення
За даними перепису населення 2002 року у селі проживали 2222 особи. Усі жителі села рідною мовою назвали румунську.
Національний склад населення села:
| Національність | Кількість осіб | Відсоток |
| -------------- | -------------- | -------- |
| румуни         | 2166           | 97,5%    |
| цигани         | 54             | 2,4%     |